# Nikola Mazur
Nikola Mazur (ur. 5 listopada 1995 w Białymstoku) – polska łyżwiarka szybka specjalizująca się w short tracku, olimpijka, wielokrotna medalistka mistrzostw Polski. Zawodniczka Stoczniowca Gdańsk.

## Kariera
Wychowanka Juvenii Białystok, którą reprezentowała do 2019 roku. W zawodach międzynarodowych zadebiutowała 23 listopada 2007 roku podczas zawodów Sanok Cup w Sanoku, na których zajęła kolejno: 6. miejsce na 1000 metrów, 5. miejsce na 500 metrów, 12. miejsce na 800 metrów oraz 9. miejsce w sztafecie.
Natomiast w seniorskich zawodach międzynarodowych zadebiutowała podczas mistrzostw Europy 2014 w Dreźnie, na których zajęła 7. miejsce w sztafecie, w której jechała wraz z: Patrycją Maliszewską, Martą Wójcik, Natalią Maliszewską oraz Magdaleną Warakomską. W Pucharze Świata zadebiutowała 5 lutego 2017 roku w Dreźnie, w którym zajęła 34. miejsce w konkurencji na 1500 metrów.konkurencji na 1500 metrów.
25 stycznia 2022 roku została powołana do reprezentacji olimpijskiej na igrzyska olimpijskie 2022 w Pekinie, na których zajęła 27. miejsce w konkurencji na 500 metrów oraz 11. miejsce w sztafecie mieszanej, w której jechała wraz z: Kamilą Stormowską, Michałem Niewińskim oraz Łukaszem Kuczyńskim.
14 stycznia 2024 roku Nikola Mazur, wraz z Kamilą Stormowską, Diane Sellier i Michałem Niewińskim zdobyli srebrny medal na dystansie 2000 m podczas mistrzostw Europy w short tracku.

## Rekordy życiowe
| Dystans     | Czas     | Data        | Miejscowość |
| ----------- | -------- | ----------- | ----------- |
| 400 metrów  | 40,651   | 12.10.2019  | Giżycko     |
| 500 metrów  | 42,566   | 09.04.2022  | Montreal    |
| 777 metrów  | 1:13,928 | 12.10.2019  | Giżycko     |
| 800 metrów  | 1:24,879 | 01.02.2009  | Budapeszt   |
| 1000 metrów | 1:31,521 | 22.120.2021 | Pekin       |
| 1500 metrów | 2:28,274 | 31.03.2019  | Gdańsk      |
| 3000 metrów | 5:49,395 | 08.03.2015  | Elbląg      |

## Wyniki

### Igrzyska olimpijskie
| Igrzyska   | Konkurencja       | Kwalifikacje | Kwalifikacje | Ćwierćfinał | Ćwierćfinał | Półfinał | Półfinał | Finał    | Finał   | Miejsce |
| Igrzyska   | Konkurencja       | Czas         | Pozycja      | Czas        | Pozycja     | Czas     | Pozycja  | Czas     | Pozycja | Miejsce |
| ---------- | ----------------- | ------------ | ------------ | ----------- | ----------- | -------- | -------- | -------- | ------- | ------- |
| Pekin 2022 | 500 metrów        | 43,732       | 4.           | NQ          | NQ          | NQ       | NQ       | NQ       | NQ      | 27.     |
| Pekin 2022 | sztafeta          | —            | —            | —           | —           | 4:10,074 | 3. QB    | 4:10,210 | 2.      | 6.      |
| Pekin 2022 | Sztafeta mieszana | —            | —            | 2:50,513    | 4.          | NQ       | NQ       | NQ       | NQ      | 11.     |

### Mistrzostwa świata
| - Sofia 2019 - 500 metrów: 23. miejsce - 1000 metrów: 27. miejsce - 1500 metrów: 31. miejsce - Wielobój: 31. miejsce | - Dordrecht 2021 - 500 metrów: 8. miejsce - 1000 metrów: 8. miejsce - 1500 metrów: 31. miejsce - Wielobój: 11. miejsce - Sztafeta: 5. miejsce | - Montreal 2022 - 500 metrów: 9. miejsce - 1000 metrów: 23. miejsce - 1500 metrów: 20. miejsce - Wielobój: 18. miejsce - Sztafeta: 5. miejsce |

### Mistrzostwa Europy
| - Drezno 2014 - Sztafeta: 7. miejsce | - Dordrecht 2019 - 500 metrów: 18. miejsce - 1000 metrów: 25. miejsce - 1500 metrów: 19. miejsce - Wielobój: 21. miejsce - Sztafeta: 8. miejsce | - Debreczyn 2020 - 500 metrów: 16. miejsce - 1000 metrów: 30. miejsce - 1500 metrów: 29. miejsce - Wielobój: 24. miejsce | - Gdańsk 2021 - 500 metrów: 7. miejsce - 1000 metrów: dyskwalifikacja - 1500 metrów: 12. miejsce - Wielobój: 12. miejsce - Sztafeta: 6. miejsce | - Gdańsk 2023 - 500 metrów: 5. miejsce - 1000 metrów: — - 1500 metrów: 7. miejsce - Sztafeta: 4. miejsce - Sztafeta mieszana: — |

### Mistrzostwa świata juniorów
| - Warszawa 2013 - 500 metrów: 19. miejsce - 1000 metrów: 24. miejsce - 1500 metrów: 49. miejsce - Wielobój: 23. miejsce - Sztafeta: 7. miejsce | - Erzurum 2014 - 500 metrów: 34. miejsce - 1000 metrów: 32. miejsce - 1500 metrów: 49. miejsce - Wielobój: 38. miejsce - Sztafeta: 9. miejsce | - Osaka 2015 - Sztafeta: 8. miejsce |

### Mistrzostwa Polski
| - Białystok 2011 - 500 metrów: - 1000 metrów: 5. miejsce - 1500 metrów: 28. miejsce - Wielobój: 6. miejsce - Sztafeta: | - Elbląg 2014 - 500 metrów: - 1000 metrów: 8. miejsce - 1500 metrów: - 3000 metrów: 6. miejsce - Wielobój: - Sztafeta: | - Opole 2017 - 500 metrów: - 1000 metrów: - 1500 metrów: 7. miejsce - 3000 metrów: 8. miejsce - Wielobój: 5. miejsce - Sztafeta: | - Białystok 2020 - 500 metrów: - 1000 metrów: - 1500 metrów: 6. miejsce - 3000 metrów: 8. miejsce - Wielobój: 5. miejsce - Sztafeta: - Sztafeta mieszana: |

| - Elbląg 2012 - 500 metrów: 5. miejsce - 1000 metrów: - 1500 metrów: 4. miejsce - Wielobój: 5. miejsce - Sztafeta: | - Elbląg 2015 - 500 metrów: - 1000 metrów: 5. miejsce - 1500 metrów: - 3000 metrów: 6. miejsce - Wielobój: 4. miejsce - Sztafeta: | - Tomaszów Mazowiecki 2018 - 500 metrów: - 1000 metrów: - 1500 metrów: 12. miejsce - 3000 metrów: 8. miejsce - Wielobój: - Sztafeta: | - Gdańsk 2021 - 500 metrów: - 1000 metrów: - 1500 metrów: 7. miejsce - 3000 metrów: 4. miejsce - Wielobój: - Sztafeta: - Sztafeta mieszana: |

| - Elbląg 2013 - 500 metrów: - 1000 metrów: - 1500 metrów: 14. miejsce - 3000 metrów: 6. miejsce - Wielobój: 4. miejsce - Sztafeta: | - Gdańsk 2016 - 500 metrów: 14. miejsce - 1000 metrów: 8. miejsce - 1500 metrów: 7. miejsce - Wielobój: 9. miejsce - Sztafeta: | - Tomaszów Mazowiecki 2019 - 500 metrów: - 1000 metrów: - 1500 metrów: 8. miejsce - 3000 metrów: 5. miejsce - Wielobój: - Sztafeta: |

## Puchar Świata

### Miejsca w klasyfikacji generalnej

#### 500 metrów
| Sezon     | Miejsce |
| --------- | ------- |
| 2018/2019 | 29.     |
| 2019/2020 | 33.     |
| 2021/2022 | 29.     |
| 2022/2023 | 8.      |

#### 1000 metrów
| Sezon     | Miejsce |
| --------- | ------- |
| 2016/2017 | 105.    |
| 2018/2019 | 55.     |
| 2019/2020 | 56.     |
| 2021/2022 | 44.     |
| 2022/2023 | 45.     |

#### 1500 metrów
| Sezon     | Miejsce |
| --------- | ------- |
| 2016/2017 | 84.     |
| 2019/2020 | 74.     |

#### Miejsca na podium w zawodach drużynowych Pucharu Świata chronologicznie
| Nr | Sezon     | Data           | Miejscowość | Dystans           | Miejsce |
| -- | --------- | -------------- | ----------- | ----------------- | ------- |
| 1. | 2022/2023 | 11 lutego 2023 | Dordrecht   | sztafeta mieszana | 3.      |